# Ирис, Самуил Абрамович
Шмил (Самуил Абрамович) И́рис (идиш שמואל איריס‎ — Шмил (Шмуэл) Мо́рдхе И́рис; 9 сентября 1886, Кишинёв, Бессарабская губерния — 30 января 1960, Буэнос-Айрес) — актёр еврейского театра на идише, переводчик, мемуарист.

## Биография
Родился в Кишинёве, в бедной, многодетной семье. Учился в хедере, народной школе и ешиботе. Отец отдал его мальчиком к приказчику на толчке, но Ирис вскоре бросил занятия и поступил ассистентом к бродячему фокуснику Малиновскому, с которым, оставив родителей, странствовал по югу России. В 1903 году он впервые попал на представление передвижной труппы Фельдмана (с Бронштейном, Михалеско и другими актёрами) и начал заниматься в любительской студии. В 1905 году дебютировал на сцене в роли Гоцмаха в пьесе «Колдунья» Аврума Гольдфадена. В 1907 году Шмил Ирис был принят постоянным артистом в труппу Стрельской, затем гастролировал с труппой Трахтенберга и, наконец, в 1908 году вернулся в Кишинёв. Здесь он поступил в труппу Абрама Фишзона, одну из лучших трупп того времени, с которой выступал в Одессе, Малороссии и Румынии до 1915 года. 
С 1915 года выступал как куплетист в русском театре миниатюр, в 1916 году — в труппах Раппеля и Заславского. В мае 1916 года был мобилизован на фронт и отправлен на Дальний восток, где дезертировал вместе с актёрами Аароном Лебедевым, Ицхоком Арко и И. Кущинским, перебрался в Харбин. Здесь играл в еврейской и русской труппах до 1918 года, затем переехал в Одессу, где играл с Альбертом Сегалеско в Старом театре.
В 1919 году вместе с Шие Бертоновым основал в Одессе первый Государственный еврейский театр, который просуществовал, однако, недолго; входил в его худсовет. В 1921 году выступал в «Мустер-театре» Миши Фишзона в Румынии, затем с передвижной труппой в Бессарабии. В 1923 году выступал в Детройте с Кларой Юнг и Цилей Адлер, затем в труппе Якова Адлера на Второй авеню в Нью-Йорке, но, не сумев занять постоянной позиции в театре Адлера, вернулся в Бессарабию. В 1927—1928 годах играл в «Вилнер трупэ» (Виленской труппе) под руководством режиссёра Я. М. Штернберга в Румынии и в 1928—1929 годах — в труппе Зиглера в Вене.
В 1929 году уехал на гастроли в Бразилию и Аргентину, и после гастролей поселился в последней.
Перевёл на идиш ряд современных и классических пьес, в том числе «Самое главное» Николая Евреинова («הױפּטזאַך»), «Trilby» по роману Джорджа Дюморье, «Die versunkene Glocke» Герхарта Гауптмана («פֿאַרזונקענער גלאָק»), переложил для сцены повесть Чарльза Диккенса «Сверчок за очагом» («דער גריל אונטערן אױװן»). В 1956 году выпустил в Буэнос-Айресе том воспоминаний о театральной жизни, который стал ценным источником информации о развитии еврейского театра в нескольких странах, а также о клезмерском жаргоне. Публиковал также юмористические стихи.

## Семья
- Жена — актриса еврейского театра Соня Ирис, выступавшая вместе с мужем[11].
- Племянник (сын старшего брата) — художник Антуан Ирисс.

## Публикации
- אָט אַזױ האָט מען געשפּילט טעאַטער (от азой hот мен гешпилт театэр — вот так играли в театре, мемуары). С предисловием Фалика Лернера. Буэнос-Айрес, 1956. — 250 с.[12]

## Галерея
- Семнадцатилетний Шмил Ирис с сестрой
- В роли шлимазла
- Ш. Ирис в одной из постановок «Вилнер трупэ»
- В пьесе «Братья Ашкенази» Исруэла-Шие Зингера (постановка Мориса Шварца)
- В спектакле по повести Шолом-Алейхема «Тевье-молочник»